# Las Mercedes (Caracas)

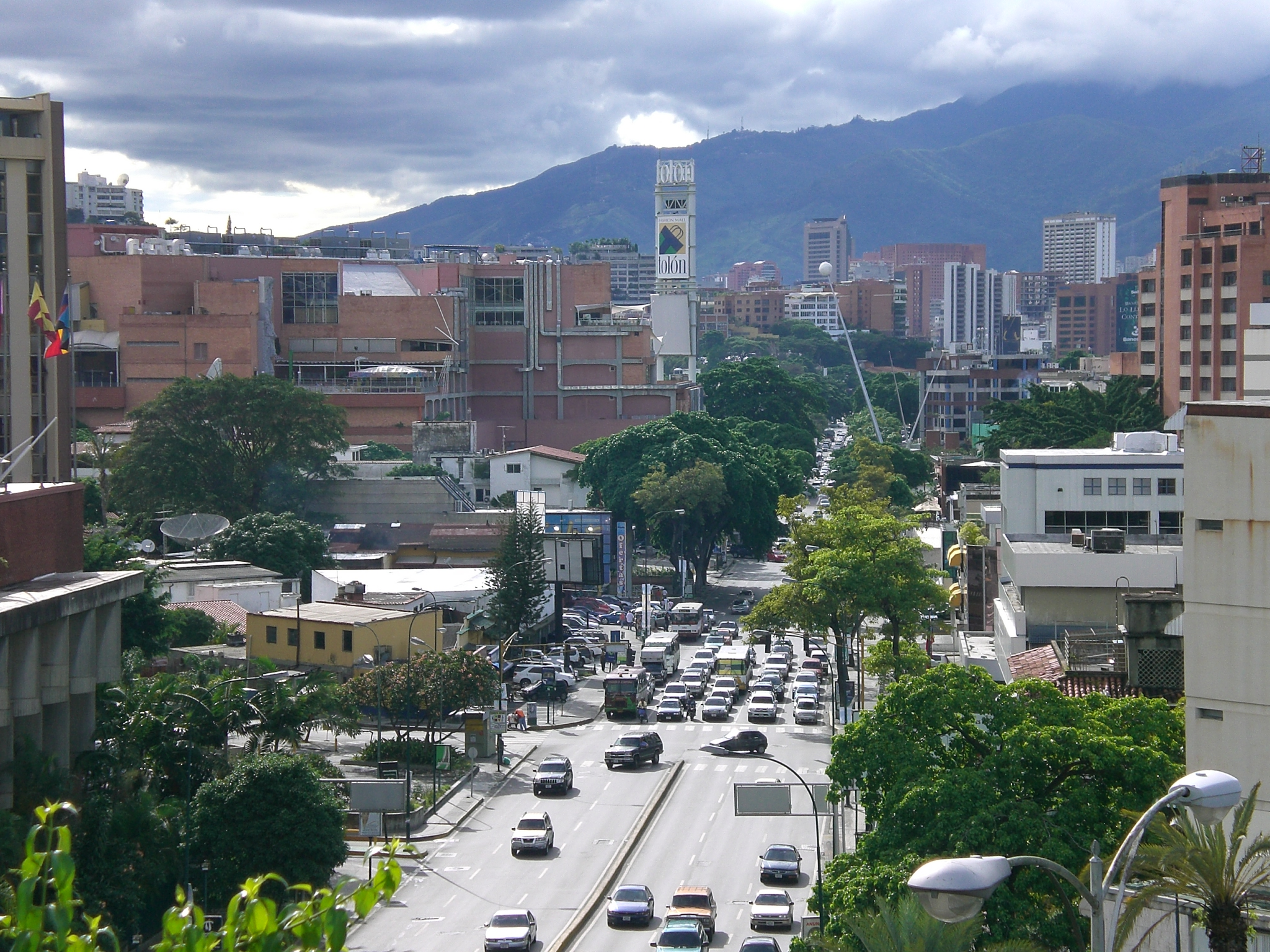
Avenida Las Mercedes

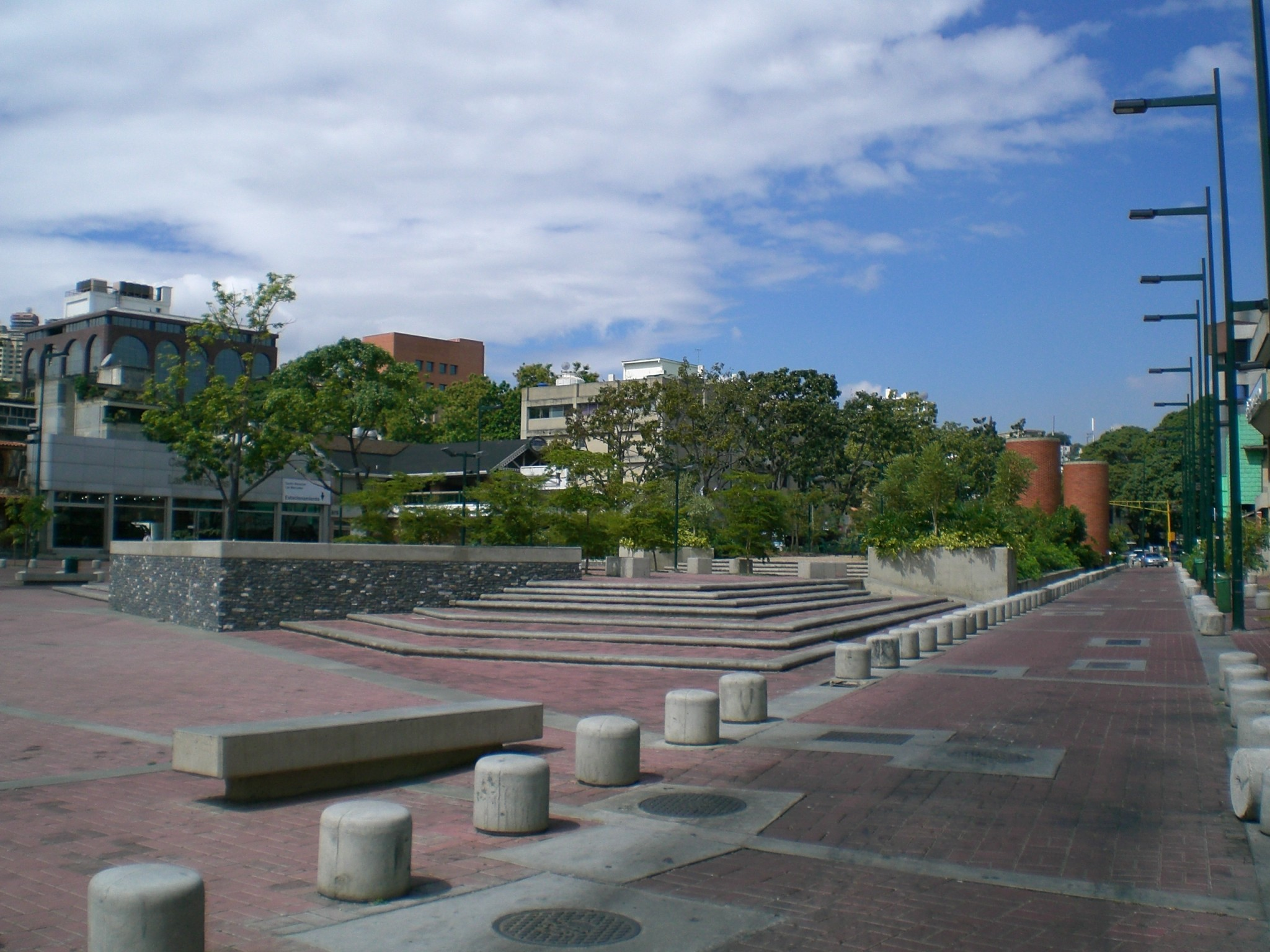
Plaza Alfredo Sadel, Las Mercedes

Las Mercedes é o maior distrito de shoppings e lazer em Caracas. Localiza-se no município de Baruta, Caracas. 
O distrito contém discotecas e pubs, lojas de moda, galerias de arte e restaurantes que incluem diversas especialidades gastronômicas de comida local, como areperas. 

## História
No século XXI novos shoppings têm surgido, como o Shopping Tolón. Em 2006, o prefeito de Baruta começou a remodelação da Plaza Alfredo Sadel e um upgrade na drenagem de Las Mercedes. Existem planos para uma futura expansão da linha 4 do Metrô de Caracas, que se destina a ligar o distrito com duas estações, Las Mercedes e Tamanaco, com Plaza Venezuela e Parque del Este da linha 1. Essa expansão ajudará a reduzir os engarrafamentos.